# Aulacoscelis candezei
Aulacoscelis candezei är en skalbaggsart som beskrevs av Félicien Chapuis 1874. Aulacoscelis candezei ingår i släktet Aulacoscelis och familjen Orsodacnidae. Inga underarter finns listade i Catalogue of Life.